# La Roux
La Roux is een Brits electropop-duo, bestaande uit zanger Elly (Eleanor) Jackson en de met bands als Faithless geassocieerde producer Ben Langmaid. De bandnaam is een verbastering van het Franse le roux en la rousse ("de rosse"), wat betrekking heeft op de haarkleur van Jackson. Hoewel zij in het project min of meer alleen naar buiten treedt, en Langmaid meer op de achtergrond blijft, wil La Roux uitdrukkelijk niet als soloact of als band gezien worden.

## Bandleden

### Elly Jackson
Eleanor "Elly" Jackson (8 maart 1988) is een kind van de Engelse actrice Trudie Goodwin. Jackson groeide op in de Londense wijk Herne Hill. Jackson bezocht daar ook een, wat ze later beschreef als een "rechtse, zeer religieuze" school, waar ze vaak werd gepest vanwege haar androgyne levensstijl.
Haar eerste interesse in muziek draaide rond folk muziek. Ze was bijzonder geïnteresseerd in de muziek van Carole King en Nick Drake van wie ze de muziek ontdekte in de platencollectie van haar ouders. Haar eerste muzikale voorkeur bestond uit muziek van o.a. Joni Mitchell. De muzieksmaak van Jackson veranderde gedurende haar tienerjaren, toen ze meer en meer interesse ging tonen in de rave scene.
Een 'knipperlichtrelatie' van Jackson gedurende vijf jaren was de inspiratiebron voor het debuutalbum van La Roux.
Tijdens de uitreiking van de NME 2009 Awards in de O2 Academy in Brixton, op 25 februari 2009 zong Jackson samen met Franz Ferdinand het nummer Call Me van Blondie.

### Ben Langmaid
Langmaid, die liever op de achtergrond blijft, is een in Londen woonachtige producer en componist, die in het verleden betrokken is geweest bij andere muziekprojecten, en in La Roux zijn passie heeft gevonden voor echte jaren 80 electropopmuziek.

## Muziekstijl
Het geluid van La Roux wordt in eerste lijn in verband gebracht met de Britse synthpop-band uit de vroege tot midden jaren 80 zoals Depeche Mode, The Human League, Yazoo en Eurythmics. Met de laatste laat zich ook het androgyne uiterlijk van Jackson in verband brengen.

### Bulletproof
Met het nummer Bulletproof, afkomstig van het debuutalbum La Roux, scoorde het duo in 2009 een internationale hit. In het Verenigd Koninkrijk bereikte de single de eerste plaats van de UK Singles Chart en in onder meer Australië, Oostenrijk en Vlaanderen werd het een top 10-succes. Na ongeveer driekwart jaar na de release in andere landen werd Bulletproof ineens ook populair in de Verenigde Staten. In de Amerikaanse Billboard Hot 100 behaalde het nummer uiteindelijk de achtste plaats.

## Discografie

### Albums
| Album met eventuele hitnotering(en) in de Nederlandse Album Top 100 | Datum van verschijnen | Datum van binnenkomst | Hoogste positie | Aantal weken | Opmerkingen |
| ------------------------------------------------------------------- | --------------------- | --------------------- | --------------- | ------------ | ----------- |
| La Roux                                                             | 26-06-2009            | 15-08-2009            | 55              | 3            |             |
| Trouble in paradise                                                 | 18-07-2014            | 26-07-2014            | 48              | 1            |             |

| Album met hitnotering(en) in de Vlaamse Ultratop 200 albums | Datum van verschijnen | Datum van binnenkomst | Hoogste positie | Aantal weken | Opmerkingen |
| ----------------------------------------------------------- | --------------------- | --------------------- | --------------- | ------------ | ----------- |
| La Roux                                                     | 2009                  | 04-07-2009            | 34              | 26           |             |
| Trouble in paradise                                         | 2014                  | 26-07-2014            | 19              | 8            |             |

### Singles
| Single met eventuele hitnotering(en) in de Nederlandse Top 40 | Datum van verschijnen | Datum van binnenkomst | Hoogste positie | Aantal weken | Opmerkingen                 |
| ------------------------------------------------------------- | --------------------- | --------------------- | --------------- | ------------ | --------------------------- |
| Bulletproof                                                   | 2009                  | 25-07-2009            | 29              | 6            | Nr. 20 in de Single Top 100 |

| Single met hitnotering(en) in de Vlaamse Ultratop 50 | Datum van verschijnen | Datum van binnenkomst | Hoogste positie | Aantal weken | Opmerkingen |
| ---------------------------------------------------- | --------------------- | --------------------- | --------------- | ------------ | ----------- |
| Quicksand                                            | 2009                  | 21-02-2009            | tip19           | -            |             |
| Bulletproof                                          | 2009                  | 11-07-2009            | 5               | 17           |             |
| In for the kill                                      | 2009                  | 26-09-2009            | 43              | 3            |             |
| I'm not your toy                                     | 2010                  | 09-01-2010            | tip14           | -            |             |
| Uptight downtown                                     | 2014                  | 07-06-2014            | tip4            | -            |             |
| Kiss and not tell                                    | 2014                  | 27-09-2014            | tip26           | -            |             |